# 梅約 (澳大利亞國會選區)
梅約選區（英語：Division of Mayo），是澳大利亞南澳大利亞州的下議院選區，位於首府阿德萊德以南，包括弗勒里厄半岛和袋鼠島。面積9,190平方公里。
選區始於1984年，紀念當地一位女醫師海倫·梅約，一直是自由黨的安全選區。自2008年至2016年任當區議員的是占美·希里格斯。而2016年起當區議員是當時任辛諾豐團隊，現時任中間聯盟的麗貝卡·沙爾基。